# Бранко Докић
Бранко Докић (Врбица код Ливна, 23. јануар 1949) професор емеритус Универзитета у Бањој Луци и инострани члан Академије инжењерских наука Србије. Члан је Председништва Партије демократског прогреса. Дипломирао је 1971. године, магистрирао 1978. године на Електротехничком факултету у Бањалуци, докторирао 1982. године на Факултету техничких наука у Новом Саду.
Запослен на ЕТФ у Бањалуци од 1971. до 2017. године, а у звању редовног професора од 1995. године. Обављао је значајне функције на Факултету: продекан за научноистраживачки рад (1985—1987), шеф Катедре за електронику (1984—1991), шеф студијског програма Електроника и телекомуникације (2011—2013), декан (1991—2000. и 2013-2017). 
Као декан руководио је сљедећим значајним активностима: оснивање Електроенергетског одсјека (1994), оснивање Института РТ-РК д.о.о. Бањалука (2014) са РТ-РК Нови Сад, формирање 7 нових лабораторија, израда нових наставних планова и програма на три студијска програма основног (2013) и мастер студија (2014). У периоду од 1982. до 1989. године био је научни савјетник у фабрици професионалне електронике Руди Чајавец. За тај рад одликован је плакетом, као највишим признањем. 

## Политичка каријера
Био је један од оснивача Савеза независних социјалдемократа, а потом је 1999. учествовао у оснивању Партије демократског прогреса. 2024. године је искључен из Партије декократског прогреса јер је подржао Јелену Тривић у трци за предсједника Републике Српске.
- 2017-2019: Амбасадор БиХ у Атини

- 2003-2007: Министар комуникација и транспорта Босне и Херцеговине

- 2001-2003: Министар саобраћаја и веза Републике Српске
- 1996-2000 и 2007-2010: Посланик из Републике Српске у Представничком већу Парламентарне скупштине БиХ
- 1998-2000: Председник Комисије за спољну политику Парламентарне скупштине БиХ
- 1998-2001: Члан делегације БиХ у Савјету Европе

## Амбасадор БиХ у Атини (2017—2019)
У својству министра комуникација и транспорта иницијатор је и руководилац сљедећих стратешких докумената и пројеката:  
- Студијско-пројектна документација аутопута на коридору 5C (2004-2007),
- Стратегија развоја система управљања ваздушним саобраћајем БиХ (2005),

- Политика и стратегија у сектору емитовања (2006),
- Допуна политике сектора телекомуникација (2005),
- Пројекат дигитализације РТВ преносног система у БиХ (2006),
- Студија увођења треће генерације мобилне телефоније (2007).
- Иницијатор је и потписник Меморандума између БиХ и Црне Горе о изради студије оправданости жељезничке пруге Никшић-Требиње-Чапљина.

- Предсједавао је двјема међународним министарским конференцијама (Беч, Луксембург) Службе контроле летења земаља Централне Европе (CEATS).    Промовисао је широм свијета бх сектор телекомуникација и транспорта. Одржао је низ предавања на најзначајнијим свјетским форумима као што су: Свјетски Форум – Кран-Монтана, Економски Форум – Цавтат, Развој телекомуникационог сектора у Југоисточној Европи – Блед, Отворени универзитет комуникација – Бордо и Сарајево, Информационо друштво – Атина, Свјетска конференција о информационм друштву – Женева, Либерализација телеком тржишта у Југоисточној Европи – Будимпешта, Економски форум – Софија, Транзиција аналогне на дигиталну телевизију - Москва итд. Осим наведених предавања, која су из шире области његовог професионалног и научног дјеловања, одржао је и низ предавања на међународним министарским конференцијама у: Бечу, Бриселу, Софији, Београду, Москви, Монтреалу, Скопљу, Луксембургу, Лондону, Марибору, Будимпешти, Атини, Цавтату, Сарајеву, итд. на тему развоја транспортне инфраструктуре у БиХ.

## Награде и признања
- 1987: Диплома и награда из Фонда професора Бранка Раковића
- 1983: Плакета и специјално признање за допринос развоју Фабрици професионалне електронике «Руди Чајавец»
- 1982: Конференција ETAN, најбољи рад у Комисији за електронику

- 1975- 2002: Бројне награде и признања за посебан допринос развоју Електротехничког факултета у Бањалуци

- 2007: Захвалница за допринос у развоју Међународног симпозијума „Енергетска електроника“ - 14th International Symposium.

Пре рата је био експерт Савезне владе за област електротехнике.
 Главне области истраживања:
- Интегрисана кола (анализа и синтеза),
- Енергетска електроника,
- Пројектовање дигиталних система.

Предмети из којих изводи наставу:
- Импулсна и дигитална електроника,
- Микроелектроника,
- Пројектовање дигиталних система,
- Енергетска електроника.